# Pic Dubuc
Pic Dubuc är ett berg i Kanada.   Det ligger i provinsen Québec, i den östra delen av landet, 500 km nordost om huvudstaden Ottawa. Toppen på Pic Dubuc är 880 meter över havet.
Terrängen runt Pic Dubuc är kuperad åt sydväst, men åt nordost är den platt. Trakten runt Pic Dubuc är nära nog obefolkad, med mindre än två invånare per kvadratkilometer.. Det finns inga samhällen i närheten. 
I omgivningarna runt Pic Dubuc växer i huvudsak blandskog.